# France Kokalj
France Kokalj, slovenski akademski kipar in restavrator * 7. februar 1933, Petelinje (Ljubljana)
Kokalj je po dokončani bežigrajski gimnaziji študiral kiparstvo na ljubljanski ALU pri profesorju Z. Kalinu. Diplomiral je leta 1958 in nato prav tam končal še specializacijo iz restavratorstva pri profesorju M. Šubicu.
Bil je profesor za restavratorstvo in konservatorstvo na ALU v Ljubljani. Deloval je po vsej Sloveniji, veliko je prenavljal poslikave v cerkvah, običajno s sodelovanjem Restavratorskega centra. Po upokojitvi živi v Ljubljani.

## Nagrade in priznanja
- 2010: Nagrada Mirka Šubica za življenjsko delo in izjemen prispevek k razvoju in uveljavitvi konservatorsko-restavratorske stroke pri nas[3]